# 1635: The Cannon Law
1635: The Cannon Law este un roman scris de Eric Flint și Andrew Dennis. A fost lansat in 2006